# Parlamentní volby na Slovensku 1998
Volby do Národní rady Slovenské republiky 1998 se uskutečnily v pátek 25. a v sobotu 26. září. Poměrným systémem s 5% uzavírací klauzulí bylo voleno všech 150 poslanců Národní rady v jednom volebním obvodě zahrnujícím celé Slovensko. Ve volbách zvítězilo HZDS, které získalo 27% a 43 mandátů. Na druhém místě skončila SDK, jež získala 26,33% a 42 mandátů. Na třetím místě skončila SDĽ se ziskem 14,66% a 23 mandátů. Volební účast činila 84,24%.   

## Výsledky
V nové NR SR zasedlo celkem 6 politických stran a uskupení. HZDS získalo 43 mandátů, SDK 42 mandátů, SDĽ 23 mandátů, SMK-MKP 15 mandátů, SNS 14 mandátů a SOP 13 mandátů. 
|                        | HZDS            | SDK              | SDĽ          | SMK-MKP                       | SNS       | SOP             |
| ---------------------- | --------------- | ---------------- | ------------ | ----------------------------- | --------- | --------------- |
| Volební lídr           | Vladimír Mečiar | Mikuláš Dzurinda | Jozef Migaš  | Béla Bugár                    | Ján Slota | Rudolf Schuster |
| Počet hlasů            | 907 103         | 884 497          | 492 507      | 306 623                       | 304 839   | 269 343         |
| Podíl                  | 27,0 % ▼        | 26,33 % ▬        | 14,66 % ▲    | 9,13 % ▬                      | 9,07 % ▲  | 8,02 % ▬        |
| Počet mandátů          | 43              | 42               | 23           | 15                            | 14        | 13              |
| Předchozí volby (1994) | 34,97 % (61)    | nová strana      | 10,42 % (18) | nová strana 10,19 % (23) MKDM | 5,4 % (9) | nová strana     |

### Podrobné výsledky

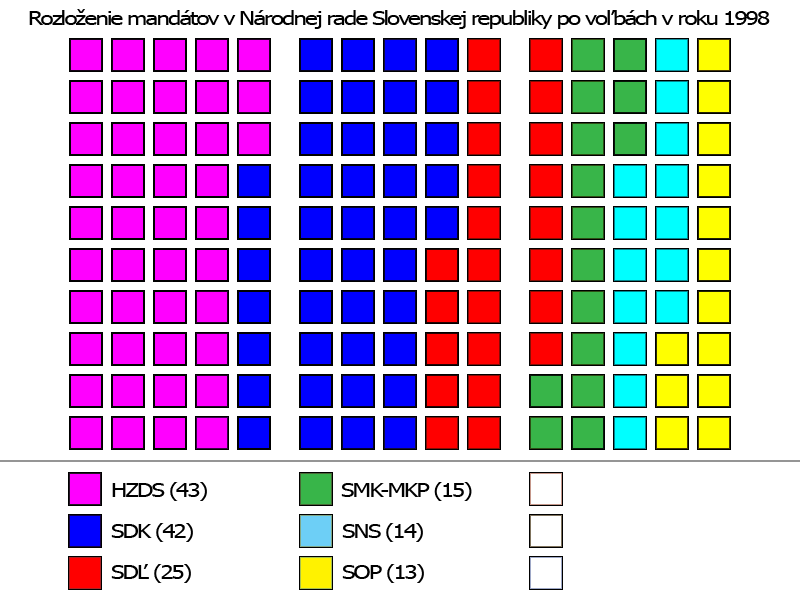
Rozložení mandátů

parlamentní strany
| politická strana                                             | počet hlasů | zisk v % | počet mandátů ze 150 |
| ------------------------------------------------------------ | ----------- | -------- | -------------------- |
| Hnutie za demokratické Slovensko (HZDS)                      | 907 103     | 27,00%   | 43                   |
| Slovenská demokratická koalícia (SDK)                        | 884 497     | 26,33%   | 42                   |
| Strana demokratickej ľavice (SDĽ)                            | 492 507     | 14,66%   | 23                   |
| Strana maďarskej koalície - Magyar Koalíció Pártja (SMK-MKP) | 306 623     | 9,12%    | 15                   |
| Slovenská národná strana (SNS)                               | 304 839     | 9,07%    | 14                   |
| Strana občianskeho porozumenia (SOP)                         | 269 343     | 8,01%    | 13                   |

mimoparlamentní strany
| politická strana                                                                                              | počet hlasů | zisk v % | počet mandátů ze 150 |
| --- | ----------- | -------- | -------------------- |
| Komunistická strana Slovenska (KSS)                                                                           | 94 015      | 2,79 %   | 0                    |
| Združenie robotníkov Slovenska (ZRS)                                                                          | 43 809      | 1,30 %   | 0                    |
| Naše Slovensko (NS)                                                                                           | 16 192      | 0,48 %   | 0                    |
| Slovenská ľudová strana (SĽS)                                                                                 | 9 227       | 0,27 %   | 0                    |
| Maďarské ľudové hnutie za zmierenie a prosperitu - Magyar Népi Mozgalom a Megbékélésért és a Jólétért (MĽHZP) | 6 587       | 0,19 %   | 0                    |
| Nezávislá iniciatíva Slovenskej republiky (NEI)                                                               | 6 232       | 0,18 %   | 0                    |
| Slovenská národná jednota (SNJ)                                                                               | 4 688       | 0,13 %   | 0                    |
| Béčko - Revolučná robotnícka strana (B-RRS)                                                                   | 4 391       | 0,13 %   | 0                    |
| Jednotná strana pracujúcich Slovenska (JSPS)                                                                  | 3 574       | 0,10 %   | 0                    |
| Národná alternatíva Slovenska (NAS)                                                                           | 3 034       | 0,09 %   | 0                    |
| Hnutie tretej cesty (HTC)                                                                                     | 2 515       | 0,07 %   | 0                    |